# Austrolimnophila (Austrolimnophila) nympha
Austrolimnophila (Austrolimnophila) nympha is een tweevleugelige uit de familie steltmuggen (Limoniidae). De soort komt voor in het Neotropisch gebied.